# Ácido orselínico
El ácido orselínico, o más concretamente ácido o-orselínico, es un ácido fenólico. Es de importancia en la bioquímica de los líquenes y de especies como Aspergillus y Penicillium de los que se puede aislar. En estos organismos, la biosíntesis del ácido orselínico ocurre a través de la vía del policétido.

## Química
Se puede preparar mediante la oxidación del aldehído correspondiente:
Otra síntesis, se consigue por adición de Michael de acetoacetato de etilo a crotonato de etilo (trans-2-butenoato de etilo) seguida de una condensación de Claisen intramolecular. Aquí, forma el éster de etilo del ácido orsenílico dihidrogenado. La deshidrogenación y escisión del éster da el ácido orselínico.

## Bioquímica
En el ciclo metabólico, el producto se produce a través de la vía de biosíntesis de policétidos: una acil-coenzima A activada (acetil-CoA generalmente), forma un tetracétido y luego se cicla.

Biosíntesis de ácidos orselínicos a partir de policétidos

## Propiedades
El ácido orselínico forma cristales incoloros en forma de agujas. Se descompone por calentamiento a 176 °C y se descarboxila con ello dando lugar a orcinol. 